# Zgard
Zgard ist eine im Jahr 2010 gegründete Black-/Folk-Metal-Band aus Truskawez, Oblast Lwiw, Ukraine.

## Geschichte
Zgard wurde im Jahr 2012 in Truskawez, einem Kurort im Oblast Lwiw, ins Leben gerufen und veröffentlichte bereits im Gründungsjahr zwei vollwertige Studioalben. Das erste Werk, Spirit of Carpathian Sunset, wurde beim deutschen als rechtsextrem geltenden Label Darker Than Black Records veröffentlicht, während das Zweitlingswerk Reclusion über BadMoodMan Music, dem Sublabel des russischen Independent-Labels Solitude Productions, erschien. Im Jahr 2013 folgte das dritte Album, Astral Glow, welches abermals über BadMoodMan erschien.
Ein Jahr später nahm Zgard eine Split mit der rumänischen Metal-Band Prohod auf und veröffentlichte diese über das deutsche Label Purity Through Fire. Nach einem Wechsel zu Svarga Music erschien noch im selben Jahr mit Contemplation das vierte Studioalbum. Die 2015 bzw. 2017 veröffentlichten Alben Totem und Within the Swirl of Black Vigor wurden ebenfalls von Svarga Music produziert. Im Mai des Jahres 2021 erschien mit Place of Power das nunmehr siebte Album von Zgard, dieses Mal über Schwarzdorn Production.

## Stil
Zgard spielt eine Variante des osteuropäischen Black Metals, dessen Einflüsse zwischen der schwedischen und norwegischen Schule liegen. Thematisch greifen die Musiker naturverbundene Themen auf, wobei die Gruppe in früheren Werken auch Astrologie als ein musikalisches Thema besungen hat. Auch bei Powermetal.de wird die Musik als folkloristisch angehauchter Black Metal beschrieben, welcher zumeist im Midtempo-Bereich angesiedelt ist und mit Naturgeräuschen untermauert ist. Die Lieder werden in ukrainischer Sprache gesungen.
Der Name der Band ist ein Synonym für ein Amulett aus der Kultur der Huzulen, die seit Jahrhunderten in den Karpaten leben.

## Diskografie
- 2012: Spirits of Carpathian Sunses (Album, Darker Than Black Records)
- 2012: Reclusion (Album, BadMoodMan Music)
- 2013: Astral Glow (Album, BadMoodMan Music)
- 2014: Ascension : Paramatman (Split mit Prohod, Purity Through Fire)
- 2014: Contemplation (Album, Svarga Music)
- 2015: Totem (Album, Svarga Music)
- 2017: Within the Swirl of Black Vigor (Album, Svarga Music)
- 2021: Place of Power (Album, Schwarzdorn Production)